# 安蒂奥基亚省
安蒂奥基亚省（西班牙語：Antioquia） 哥倫比亞西北部省分。省會麥德林。

### 殖民地時代

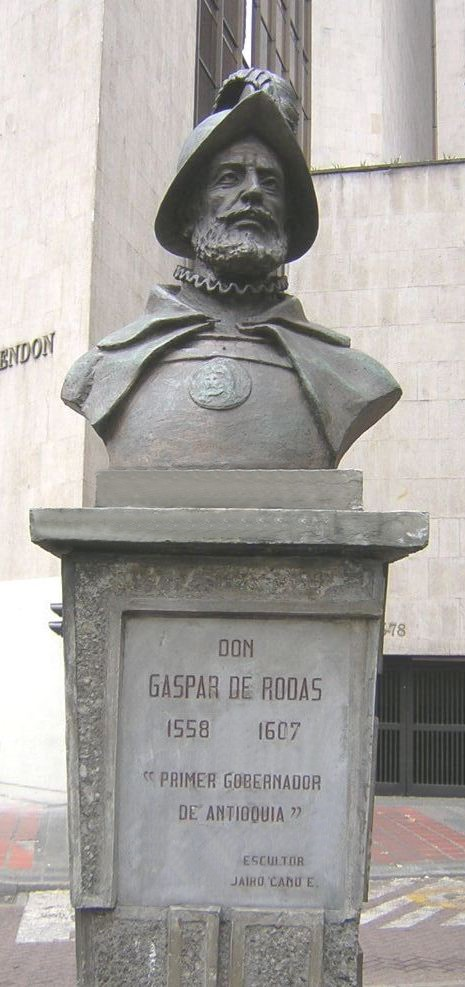
安蒂奥基亚首任总督唐加斯帕·德·羅達斯。

## 行政区划
安蒂奥基亚省分为9个部分。

这9个地区共载有125个市镇。

## 联系
- Portal de Música tradicional del gusto popular paisa. （页面存档备份，存于）